# Шэнкс, Майкл
Майкл Га́рретт Шэнкс (англ. Michael Garrett Shanks, род. 15 декабря 1970) — канадский актёр, известен своей ролью доктора Дэниела Джексона в научно-фантастических сериалах «Звёздные врата: SG-1» и «Звёздные врата: Атлантида».

## Биография
Майкл Шэнкс родился 15 декабря 1970 года в городе Ванкувере, расположенном в канадском штате Британская Колумбия.
Годы младшей и средней школы прошли очень бурно. Майкл, не пропускал ни одного милого женского личика, и ни одной порядочной и не очень вечеринки, вследствие чего, память о том крайне беззаботном времени у него весьма и весьма туманна: «Я был слишком пьян, чтобы помнить!», — признался он в одном из интервью.
И всё же, первой, и самой главной любовью, наряду с веселым время препровождением, был хоккей, в который юноша начал серьёзно играть в 16, в качестве защитника. Кроме хоккея среди увлечений значились рэгби и (само собой разумеется) театральный кружок.
Однако когда перед Майклом встал выбор между карьерой профессионального хоккеиста и другими направлениями жизненного пути, он без зазрения совести выбрал второе, поступив в Университет Британской Колумбии.
Отучившись в этом учебном заведении четыре года (с 1990 по 1994), Майкл вышел оттуда со степенью бакалавра в области изящных искусств. Магистром не дала стать математика, которая, будучи настоящим проклятьем, для Майкла, под конец стала для него непреодолимым препятствием.
После выпуска Майкл решил заняться актёрским мастерством, (по его собственному признанию, сделал он это под влиянием Ричарда Дина Андерсона, игравшего тогда своего незабываемого Ангуса Макгайвера «Секретный агент Макгайвер»), хотя этому предшествовали голодные годы, во время которых он работал на рубке деревьев, и заливал бетон.
Следующим местом работы стал Страдсфорский Шекспировский Фестиваль, где он играл в «Гамлете», «Макбете», «Генрихе V». Однако, по его собственным словам, в театре было скучновато, и играл он там, ожидая возможной роли в «Подземелье Драконов», хотя, полученный опыт без сомненья Шенксу пригодился.
А потом, в памятном 1997 году, Майкл прошёл прослушивание и отбор в сериал «Звёздные врата: SG-1», приняв эстафетную палочку от Джеймса Спейдера, в исполнении роли доктора Дениэла Джексона.
На съёмочной площадке он повстречал красавицу Вайтиар Бандеру, которой досталась роль жены его героя, Шаре. По воле случая, актёры и в жизни стали парой, и через год на свет появилась маленькая Татьяна.
Позже актёр увлекся канадской актрисой Лексой Дойг, известной по роли в сериале Андромеда, где Майкл, появлялся в одном из эпизодов.
После расхождения во взглядах с продюсерами и режиссёрами «Врат», Шенкс сериал покинул, отыграв там целых пять сезонов. Следующими работами его стали появления в ряде фантастических сериалов.
Но, несмотря на «громкий хлопок дверью», Шенкс вернулся в SG-1, появившись сначала в двух сериях в качестве приглашенного актёра, а в седьмом сезоне, вновь присоединился к постоянному актёрскому составу сериала.
Помимо работы Майкл больше всего на свете любит проводить время со своей дочкой, всё ещё увлекается хоккеем, любит мифологию и древние культуры. Любимая серия во «Вратах» — «Отпуск».

### Личная жизнь
В 1998 году у Майкла Шэнкса и актрисы Вайтиар Бандера, сыгравшей его жену в телесериале «Звёздные врата: SG-1», родилась дочь Татьяна.
В 2003 году Шэнкс женился на актрисе Лексе Дойг, которая также снималась в телесериале «Звёздные врата: SG-1». У Майкла и Лексы двое детей: Миа Табита (2004) и Самуэль Дэвид (2006).

## Фильмография
| Год  | Название на русском                        | Название на языке оригинала            | Роль                                                              |
| ---- | ------------------------------------------ | -------------------------------------- | ----------------------------------------------------------------- |
| 2013 | Элизиум — рай не на Земле                  | Elysium                                | Агент CCB                                                         |
| 2013 | Мистер Хоккей: История Горди Хоу           | Mr Hockey: The Gordie Howe Story       | Горди Хоу                                                         |
| 2013 | Жуткие 13                                  | 13 Eerie                               | Томкинс                                                           |
| 2013 | Капитан звездолёта (сериал)                | The Bouquet                            | Сэм                                                               |
| 2012 | В надежде на спасение                      | Saving Hope                            | Доктор Чарльз Харрис                                              |
| 2011 |                                            | Captain Starship                       | Брок Хантер                                                       |
| 2011 | Жена пастора                               | The Pastor’s Wife                      | Мэтью Винклер                                                     |
| 2011 | Рождественский домик                       | Christmas Lodge                        | Джэк                                                              |
| 2011 | Тактическая сила                           | Tactical Force                         | Деметриус                                                         |
| 2011 | Лица в толпе                               | Faces in the Crowd                     | Брайс                                                             |
| 2011 | Красная Шапочка                            | Red Riding Hood                        | Эдриан Лазар                                                      |
| 2010 | Башня познания (телесериал)                | Tower Prep                             | Учитель литературы                                                |
| 2010 | Сверхъестественное (телесериал)            | Supernatural                           | Роб (5 сезон, 17 серия)                                           |
| 2010 | Mr. Young                                  | Mr. Young                              | Mr. Lewis (1 эпизод)                                              |
| 2010 | Тайны Смолвиля                             | Smallville                             | Человек-ястреб                                                    |
| 2010 | Буря в Арктике                             | Arctic Blast                           | Джек                                                              |
| 2009 | Убежище (телесериал)                       | Sanctuary                              | Джимми (1 эпизод)                                                 |
| 2009 | Звездные врата: Вселенная                  | Stargate: Universe                     | доктор Дэниэл Джексон (2 эпизода)                                 |
| 2008 | Чёрная метка (телесериал)                  | Burn Notice                            | Виктор (2 сезон)                                                  |
| 2008 | Звёздные врата: Временной континуум        | Stargate: Continuum                    | доктор Дэниел Джексон                                             |
| 2008 | Звёздные врата: Ковчег правды              | Stargate: The Ark of Truth             | доктор Дэниел Джексон                                             |
| 2008 | Сокровища ацтеков                          | The Lost Treasure of the Grand Canyon  | Джейкоб Тэйн                                                      |
| 2007 | Мегазмея                                   | Mega Snake                             | Лес                                                               |
| 2007 |                                            | Judicial Indiscretion                  | Джек Салливан                                                     |
| 2006 | Под амелой                                 | Under the Mistletoe                    | Кевин Харрисон                                                    |
| 2006 | Эврика (сериал)                            | Eureka                                 | Кристофер Дактилос                                                |
| 2005 | Рой                                        | Swarmed                                | Kent Horvath                                                      |
| 2004 | Звёздные врата: Атлантида (сериал)         | Stargate: Atlantis                     | доктор Дэниел Джексон                                             |
| 2003 | Сумуру                                     | Sumuru                                 | Адам Уэйд                                                         |
| 2002 | C.S.I.: Место преступления Майами (сериал) | CSI: Miami                             | Даг Стетс                                                         |
| 2002 | Сумеречная зона (сериал)                   | The Twilight Zone                      | Дэнни                                                             |
| 2002 | Дверь в дверь                              | Door to Door                           | Джон Брэди                                                        |
| 2002 | Прогулка по городу                         | All Around the Town                    | Джастин Доннелли                                                  |
| 2001 | 24 часа (сериал)                           | 24                                     | Марк Бишоп                                                        |
| 2001 | Неожиданно голая                           | Suddenly Naked                         | Дэнни Блэр / Донни Блитцер                                        |
| 2000 |                                            | The Artist’s Circle                    | художник                                                          |
| 2000 |                                            | Mr. Fortune’s Smile                    | Джеймс                                                            |
| 2000 | Андромеда (сериал)                         | Andromeda                              | Balance of Judgment (аватар крейсера «Весы правосудия»)(20 серия) |
| 2000 |                                            | Suspicious River                       | Ball cap man                                                      |
| 1999 | Побег с Марса                              | Escape from Mars                       | Билл Мэлон, пропавший архитектор                                  |
| 1997 | Звёздные врата: SG-1 (сериал)              | Stargate SG-1                          | доктор Дэниел Джексон                                             |
| 1997 | Зов предков                                | The Call of the Wild: Dog of the Yukon | Fellow Gambler #1                                                 |
| 1995 | За гранью возможного (сериал)              | The Outer Limits                       | доктор Уилл Олстен                                                |
| 1995 |                                            | A Family Divided                       | Тод                                                               |
| 1992 | Горец (сериал)                             | Highlander                             | Джесси Коллинз                                                    |
| 1991 |                                            | The Commish                            | Шон                                                               |